# St. Johannes der Täufer (Langenlonsheim)

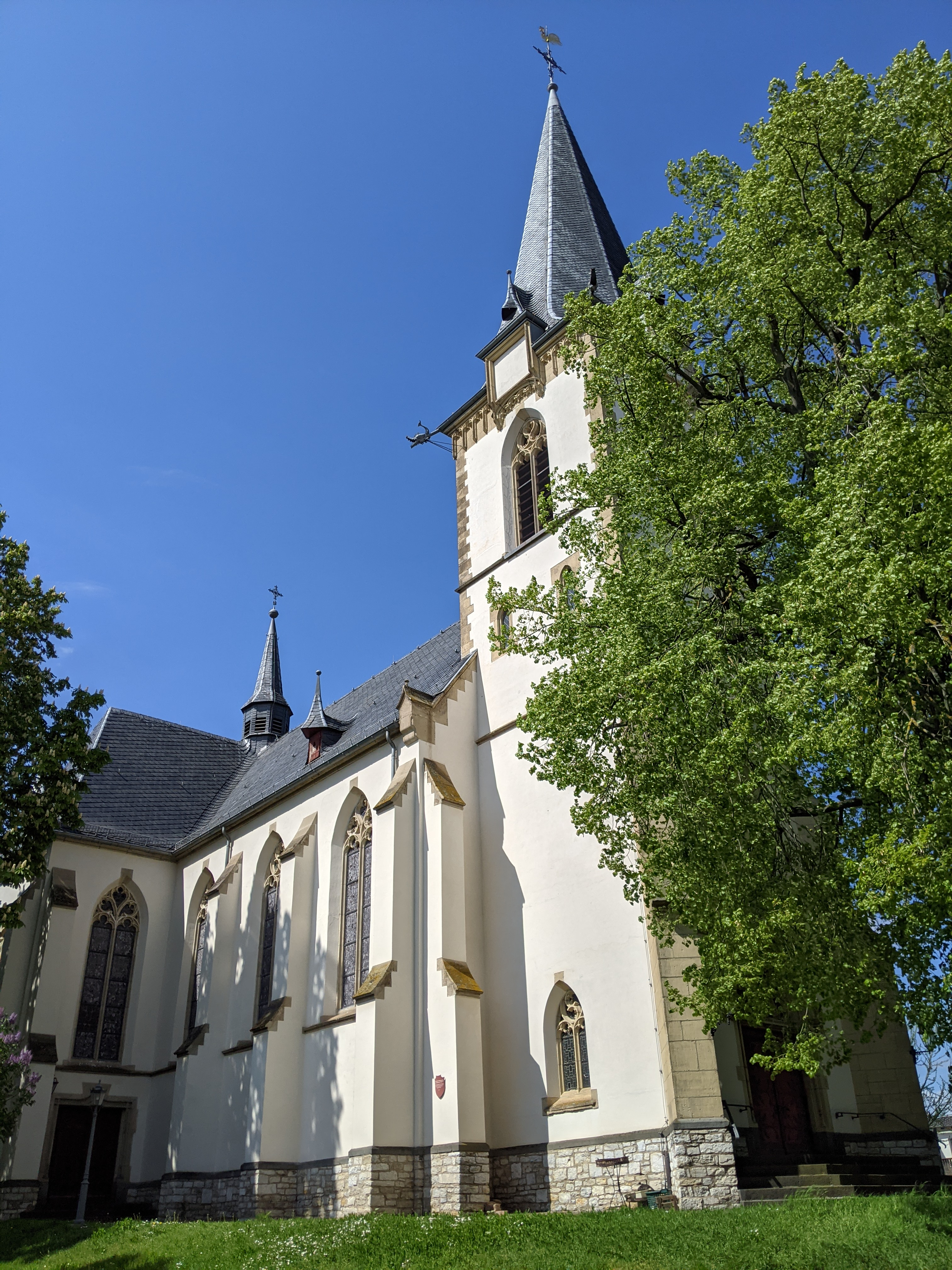
Pfarrkirche St. Johannes der Täufer

St. Johannes der Täufer ist eine katholische Pfarrkirche an der unteren Grabenstraße in Langenlonsheim.

## Beschreibung

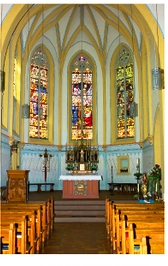
Chor
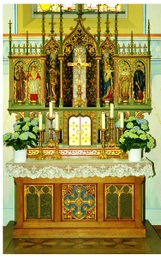
Altar

Die Kirche ist ein 1907/08 neuspätgotischer Saalbau, der nach Entwürfen des Architekten Josef Kleesattel, Düsseldorf erbaut wurde. Im Jahre 2008 feierte die Gemeinde das 100-jährige Jubiläum ihrer Kirche.

## Geschichte
Der Grundstein wurde am 21. April 1907 gelegt, am 17. November 1907 fand der Weihegottesdienst statt. Die Einweihung fand am 4. Mai 1908 durch den Trierer Bischof Michael Felix Korum statt. Die Kosten beliefen sich auf 80 000 Mark.